# Betta mahachaiensis
Betta mahachaiensis là một loài cá trong nhóm splendens thuộc lớp Cá vây tia. Chúng là loài đặc hữu của Thái Lan, sống trong những khu rừng dừa nước (Nypa fruticans) tại Mahachai. Chiều dài của một con đực trưởng thành có thể lên đến 4.4 cm.

## Đặc điểm
Chúng có màu xanh da trời hoặc xanh lục, lốm đốm trên nền vảy màu đen.vây lưng có sọc đen, có tính hiếu chiến và sẵn sàng chiến đấu với đồng loại (con trống) để tranh giành lãnh thổ hoặc con mái

## Sinh sản
Ngoài tự nhiên chúng làm tổ trong các bẹ dừa nước (tổ bọt). Sinh sản bằng cách ép (hay quấn). Khi giao phối con đực quấn quanh con cái ép chặt lại, mỗi lần như vậy con cái sẽ sinh ra 10 đến 40 trứng, ngay lập tức con đực sẽ phóng tinh trùng của mình vào mỗi quả trứng.
Chỉ con đực mới có nhiệm vụ trông coi và chăm sóc trứng. Cá đực sẽ làm một cái ổ bằng bọt khí oxy, khi giao phối nó sẽ nhặt từng quả trứng con cái sinh ra và đặt vào ổ bọt khí của nó. Nếu có quả trứng nào bị rơi xuống nước vì bọt khí vỡ cá xiêm đực sẽ cẩn thận nhặt lại và cho vào một bọt khí mới.
Trứng được ấp trong khoảng 3-4 ngày sau sẽ nở hết. Con đực vẫn chăm sóc đàn con sau khi nở 2 ngày cho đến khi chúng tự bơi được. Cũng như chăm sóc trứng, trong thời gian này nếu có một con cá bột (cá con mới nở) bị chìm xuống dưới đáy bể nước, cá bố sẽ dùng miệng nhặt nó lên đặt lại vào ổ bọt khí.